# Marc Roland
Marc Roland   (Bremen, 4 de gener de 1894 - Múnic, 25 de febrer de 1975) va ser un compositor alemany més conegut per les seves partitures cinematogràfiques.

## Biografia
Era fill d'un comptable va estudiar composició amb Max Meyer-Olbersleben i Simon Breu. Des de 1919 va treballar com a Kapellmeister al ‘Theater am Kottbusser Damm’ de Berlin-Grunewald i com a compositor independent. Va escriure peces per a biblioteques de cinema amb un estil romàntic tardà, però també música original per a cinema mut. Va utilitzar ambdues formes musicals fixes, però també es va esforçar per obtenir una sincronia d'imatges il·lustrativa de la música. Per exemple, va escriure una escena de batalla a Fridericus Rex (1920-22) en forma de sonata. També va compondre la «Desfilada dels nois alts» (Parademarsch der langen Kerls) per a aquesta pel·lícula, que es va afegir a la col·lecció de la marxa de l'exèrcit el 1925 i que encara avui forma part del repertori de moltes bandes de música.
Roland va ser el cap de la Unió Alemanya de Música de Cinema i va fundar el 1928 una acadèmia de música de cinema on s'havien de formar mestres de bandes de cinema. La seva obra musical compta amb al voltant de cent composicions per a cinema i televisió.
Després de la presa del poder pels nacionalsocialistes el 1933, va compondre la música del llargmetratge Der Choral von Leuthen, que va rebre el títol "educació popular" i va ser prohibit el 1945 pels governs militars aliats. Juntament amb Erwin Offeney, el 1935, va escriure la música de la pel·lícula antisemita Simplement no et tornis suau, Susanne! Des de 1934 va ser membre del comitè administratiu de la Reichsmusikkammer. Va escriure partitures per a pel·lícules militaristes com Fridericus (1936) basades en la novel·la de Walter von Molo i Karl Bunjes Der Etappenhase (1937), ambdues prohibides el 1945. El 1940 va compondre música incidental al Prinz von Homburg de Heinrich von Kleist, després de la qual cosa no va rebre més encàrrecs de pel·lícula. Roland no era membre del NSDAP. El 1944 va ser reclutat com a soldat.
A la postguerra va viure a Múnic i més tard a Tegernsee. Va continuar treballant com a compositor musical de cinema i va escriure, per exemple, la música de la pel·lícula Ferien vom Ich (1952). També va escriure l'òpera The Long Pepper, que es va representar la RDA com a primera peça d'un compositor alemany occidental i que es va estrenar allà a Halle el 1952. El 1970 es va unir a la Logia Francmaçona "Friedrich de Bad Pyrmont a les tres fonts" i va escriure música ritual per a francmaçons, que no es va completar fins després de la seva mort. La seva tomba es troba al cementiri de la Lortzingstrasse, a Bad Pyrmont.

## Filmografia (selecció)
- 1921/22: Fridericus Rex
- 1923: Alt-Heidelberg
- 1925: Weil du es bist
- 1929: Verzeih mir
- 1930: Der weiße Teufel
- 1931: Gassenhauer
- 1931: Lügen auf Rügen
- 1932: Eine Nacht im Paradies
- 1932: Die Tänzerin von Sanssouci
- 1933: Der Choral von Leuthen
- 1934: Ein Mädchen mit Prokura
- 1934: Ferien vom Ich
- 1935: Der Klosterjäger
- 1937: Fridericus
- 1952: Ferien vom Ich
- 1953: Liebe und Trompetenblasen
- 1956: Wo die alten Wälder rauschen